# Phường 5, Phú Nhuận
Phường 5 là một phường cũ thuộc quận Phú Nhuận, Thành phố Hồ Chí Minh, Việt Nam.
Phường 5 có diện tích 0,30 km², dân số năm 2021 là 14.328 người,  mật độ dân số đạt 47.760 người/km².
Từ ngày 1 tháng 7 năm 2025 thực hiện Nghị quyết 1685/NQ-UBTVQH15, sáp nhập 3 phường của quận Phú Nhuận là Phường 4, Phường 5 và Phường 9 thành phường Đức Nhuận.